# O Avental Rosa
O Avental Rosa é um filme brasileiro de 2018, de gênero drama,  dirigido por Jayme Monjardim, tendo roteiro de sua autoria e Claudia Netto. O filme é estrelado por Cyria Coentro, César Troncoso Barros,Bruno Cabrerizo e  Nicette Bruno, nos papeis principais, além das participações de Malu Valle, Leonardo Medeiros, Araci Esteves e Heloisa Raso. 

## Sinopse
Alice (Cyria Coentro) é uma mulher nos seus 50 anos, solitária e com dificuldades financeiras, que cuida de pacientes terminais. Ela trabalha como acompanhante em um hospital de luxo, onde ganha seu dinheiro, e como voluntária em hospitais pobres, onde dedica, sem ganhos, seu amor e compaixão. Através do seu dia a dia nos diferentes hospitais, Alice vai se envolver com histórias surpreendentes de pacientes.

## Elenco
- Cyria Coentro como Alice [1]
- César Troncoso Barros como Américo [1]
- Bruno Cabrerizo como Rafael [1]
- Nicette Bruno como Dona Teresa [1]
- Tânia Bondezan como Irmã de Alice [1]
- Araci Esteves como Dona Aurora [1]
- Malu Valle como Martha  [1]
- Leonardo Medeiros como Felipe e Fernando [1]
- Heloisa Raso como Laura [1]
- Allan Souza Lima como Júlio [1]